# Lenna
Pour les articles homonymes, voir Lenna (homonymie).
Pour le fleuve, voir Léna.
Lenna (ou plus justement Lena) est un morceau de photo de la playmate Lena Forsén du numéro de novembre (miss novembre) 1972 du magazine Playboy. Elle sert d'image de test pour les algorithmes de traitement d'image et est devenue de facto un standard industriel et scientifique, avant d'être progressivement abandonné du fait du sexisme qui sous-tend ce choix.

## Description
L’image représente Lena Forsén de dos, regardant par-dessus son épaule, vêtue d’un boa et d’un chapeau de paille à larges bords. Ces détails constituent autant de textures différentes qui justifieront son utilisation pour le traitement d’images.
Dans la légende de l'article original de Playboy, le prénom de Lena Sjööblom est orthographié « Lenna » à sa demande, pour que son nom soit correctement prononcé par des anglo-saxons.
David C. Munson, éditeur en chef lors des discussions de l'IEEE sur le traitement d'image de janvier 1996, cite deux raisons pour expliquer la popularité de cette image dans le monde de la recherche :
« Tout d'abord, cette image contient un mélange intéressant de détails, de régions uniformes, et de textures, ce qui permet de bien tester les différents algorithmes de traitement d'image. C'est une bonne image de test ! Ensuite, « Lenna » est l'image d'une femme attirante. Ce n'est pas une surprise que la communauté de la recherche dans le traitement d'image (principalement masculine) gravite autour d'une image qu'elle trouve attirante. »

## Histoire
L'histoire de l'image a été décrite dans la liste de diffusion de l'IEEE Professional Communication Society de mai 2001, dans un article de Jamie Hutchinson :
« Alexander Sawchuk estime que c'est en juin ou en juillet 1973 que, alors qu'il était professeur assistant de génie électrique à l'Institut de traitement du signal et des images de l'université du Sud de la Californie, avec un étudiant et le chef du laboratoire, ils étaient, pressés, en train de chercher dans le labo une bonne image à scanner pour un article de conférence d'un collègue. Ils se lassaient de leurs images de test habituelles, des trucs ennuyeux qui dataient des recherches des années 1960 sur les standards télévisuels. Ils voulaient quelque chose de clinquant pour assurer un bon contraste, et ils voulaient un visage humain. À ce moment, quelqu'un arriva avec le dernier Playboy. »
« Les ingénieurs arrachèrent le tiers supérieur du poster central pour pouvoir l'envelopper autour du tambour de leur scanner Muirhead, […] [lequel] avait une résolution fixe de 100 lignes par pouce et les ingénieurs voulaient une image de 512 x 512, donc ils limitèrent l'image aux 5,12 pouces du haut, la coupant du coup aux épaules du sujet. »
La coïncidence fait que Playboy a déclaré que ce numéro était sa meilleure vente : 7 161 561 exemplaires,.
L'utilisation de cette image a connu quelques controverses en raison de la nudité de Lena sur l'image d'origine.
Playboy a tenté de poursuivre les utilisations non autorisées de cette photo mais le magazine s'est ravisé et a finalement abandonné les poursuites en acceptant l'utilisation de cette image pour des raisons publicitaires. Selon le magazine Wired, « même si Playboy est connu pour ses mesures sur l'utilisation illégale de ses images, il a décidé de passer sur l'utilisation généralisée de ce poster central en particulier. »
L'image est si célèbre que Lena Söderberg (née Sjööblom), une Suédoise, était invitée d'honneur de la 50e conférence annuelle de la Society for Imaging Science in Technology, en 1997. En raison de l'omniprésence de son scan photo Playboy, elle fut appelée la « première dame d'Internet. »
En 2015, Lena Söderberg était également présente au banquet de la conférence IEEE ICIP 2015. Après un discours très applaudi, elle a présidé la cérémonie de remise des prix des meilleurs articles de la conférence.
Au XXIe siècle, l'utilisation de cette image est de plus en plus dénoncée comme une manifestation du sexisme dans l'informatique.
Ainsi, en 2018, le journal Nature Nanotechnology annonce qu'il n'examinera plus les soumissions d'articles utilisant cette image. La même année, la SPIE, éditeur de la revue Optical Engineering, annonce également « déconseiller fortement » l'utilisation de l'image, et ne plus examiner les soumissions d'articles la contenant « sans justification scientifique convaincante ».
Lena Sjööblom déclare dans le documentaire de 2019 Losing Lena : « j'ai arrêté le mannequinat il y a longtemps, il est temps que j'arrête aussi la technologie... acceptons de me perdre. »
Le 27 mars 2024, l'IEEE annonce à ses membres qu’elle n’accepte plus, à partir du 1er avril, les manuscrits la contenant.

## Culture
L’image apparaît parmi des photos de personnalités dans le film Woody et les Robots.